# Alemany silesià
Alemany silesià (Schläsche Sproache/Schläs'sche Sproche, alemany: Schlesisch) o baix silesià, és una varietat lingüística de l'alemany parlada a Silèsia. Actualment l'àrea es troba principalment al sud-oest de Polònia però també al nord-est de la República Txeca i a Alemanya oriental. Els dialectes del grup estan gairebé extingits.

## Història
En el seu origen, l'alemany silesià aparegué en el segle xii com a derivació de l'alt alemany mitjà amb una forta influència de l'alt alemany, de l'alt saxó, del fràncic oriental, el turingi i el silesià. Els habitants de Silèsia podrien ser descendents dels colons que hi arribaren en el segle xiii procedents de l'Alta Lusàcia, Saxònia, Turíngia i Francònia.
Després de la Segona Guerra Mundial les autoritats comunistes locals prohibiren l'ús de la llengua. Després de l'expulsió dels alemanys de Silèsia, la llengua i la cultura alemanyes gairebé desaparegueren de Silèsia quan fou incorporada a Polònia el 1945. Les autoritats poloneses prohibiren l'ús de l'alemany. Encara avui hi ha sentiments trobats tant entre polonesos com en els alemanys, principalment a causa dels crims de guerra nazis com de l'expulsió i la neteja ètnica dels alemanys ètnics dels antics territoris orientals d'Alemanya que foren cedits a Polònia per l'Acord de Potsdam.
L'alemany silesià no té cap mena de reconeixement legal de l'Estat polonès, tot i que la minoria alemanya a Polònia ha obtingut un cert reconeixement des de la caiguda del comunisme el 1991 i l'entrada de Polonia en la Unió Europea. L'alemany silesià pot dividir-se en els varietats Gebirgsschlesische Dialektgruppe, Südostschlesische Dialektgruppe, mittelschlesische Dialektgruppe, westschlesische Dialektgruppe i neiderländische Dialektgruppe. El nordostböhmische Dialektgruppe també forma part del silesià.
L'alemany silesià fou la llengua en la que foren escrites les poesies de Karl von Holtei i Gerhart Hauptmann durant el segle xix.